# شركة التجارة الحكومية الإيرانية
شركة التجارة الحكومية الإيرانية هي الشركة الأم المتخصصة للتجارة الحكومية في إيران هي شركة تابعة لوزارة الجهاد الزراعي في إيران تعمل في مجال التجارة الحكومية وصنع السياسات.  هذه الشركة مسؤولة عن ضمان شراء السلع الأساسية المنتجة محليًا، بالإضافة إلى استيراد وتوزيع السلع الأساسية والحفاظ على مخزون استراتيجي من هذه السلع.

## تاريخ
في يوليو 1974، تأسست شركة تطوير الخدمات التجارية المساهمة . وفي خطة التنمية الثالثة لإيران، تم حل شركة السكر الوطنية ونقل مهامها إلى شركة تطوير الخدمات التجارية.  كما تم دمج إدارة الخدمات التجارية فيها، وفي يونيو 1998 تم تغيير اسمها إلى منظمة تنمية الخدمات التجارية. منذ يونيو 2002، تم دمج شركة التجارة الحكومية الإيرانية المساهمة في هذه المنظمة وتم تغيير اسمها إلى شركة التجارة الحكومية الإيرانية. منذ مارس 2003، تم دمج المنظمة الوطنية للحبوب في هذه الشركة.  في عام 2014 تم نقل هذه الشركة إلى وزارة الجهاد الزراعي. ثم عاد في عام 2019 إلى وزارة الصناعة والمناجم والتجارة .  ولكن في عام 1400ه تم نقله مرة أخرى إلى وزارة الجهاد الزراعي. 

## روابط خارجية
- الموقع الرسمي